# Manjuyod
Manjuyod is een gemeente in de Filipijnse provincie Negros Oriental. Bij de laatste census in 2007 had de gemeente bijna 40 duizend inwoners.

## Geografie

### Bestuurlijke indeling
Manjuyod is onderverdeeld in de volgende 27 barangays:
| - Alangilanan - Bagtic - Balaas - Bantolinao - Bolisong - Butong - Campuyo - Candabong - Concepcion - Dungo-an - Kauswagan - Libjo - Lamogong - Maaslum | - Mandalupang - Panciao - Poblacion - Sac-sac - Salvacion - San Isidro - San Jose - Santa Monica - Suba - Sundo-an - Tanglad - Tubod - Tupas |

## Demografie
Manjuyod had bij de census van 2007 een inwoneraantal van 39.722 mensen. Dit zijn 1.859 mensen (4,9%) meer dan bij de vorige census van 2000. De gemiddelde jaarlijkse groei komt daarmee uit op 0,66%, hetgeen lager is dan het landelijk jaarlijks gemiddelde over deze periode (2,04%).